# Carlos Romero (football, 1927)
Pour les articles homonymes, voir Carlos Romero.
Carlos Romero, né le 7 septembre 1927 et mort le 28 juillet 1999, est un footballeur international uruguayen évoluant au poste d'attaquant.

## Biographie
Carlos Romero évolue au club uruguayen du Danubio Fútbol Club.
Il est sélectionné en équipe d'Uruguay de football où il joue onze matches et fait partie du groupe vainqueur de la Coupe du monde de football de 1950, sans toutefois avoir joué un match de la compétition.

## Palmarès
Avec l'équipe d'Uruguay de football
- Vainqueur de la Coupe du monde de football de 1950.